# Lista över fornlämningar i Falköpings kommun (Kälvene)
Lista över fornlämningar i Falköpings kommun (Kälvene) är en förteckning av ett urval av de fornlämningar som finns i Kälvene i Falköpings kommun.
| Namn         | Lämningstyp    | Tillkomsttid | Historisk indelning    | Plats | Läge                 | ID-nr          | Bild                                 |
| ------------ | -------------- | ------------ | ---------------------- | ----- | -------------------- | -------------- | ------------------------------------ |
| Kälvene 1:1  | Hög            |              | Kälvene, Västergötland |       | 58.097178, 13.714984 | 10196400010001 | Ladda upp en bild av detta fornminne |
| Kälvene 2:1  | Stensättning   |              | Kälvene, Västergötland |       | 58.097036, 13.713673 | 10196400020001 | Ladda upp en bild av detta fornminne |
| Kälvene 4:1  | Stensättning   |              | Kälvene, Västergötland |       | 58.100833, 13.693143 | 10196400040001 | Ladda upp en bild av detta fornminne |
| Kälvene 5:1  | Stensättning   |              | Kälvene, Västergötland |       | 58.112986, 13.730321 | 10196400050001 | Ladda upp en bild av detta fornminne |
| Kälvene 6:1  | Stensättning   |              | Kälvene, Västergötland |       | 58.111440, 13.742396 | 10196400060001 | Ladda upp en bild av detta fornminne |
| Kälvene 6:2  | Stensättning   |              | Kälvene, Västergötland |       | 58.111241, 13.742630 | 10196400060002 | Ladda upp en bild av detta fornminne |
| Kälvene 7:1  | Stensättning   |              | Kälvene, Västergötland |       | 58.112191, 13.742699 | 10196400070001 | Ladda upp en bild av detta fornminne |
| Kälvene 8:1  | Stensättning   |              | Kälvene, Västergötland |       | 58.108109, 13.738261 | 10196400080001 | Ladda upp en bild av detta fornminne |
| Kälvene 9:1  | Stenkammargrav |              | Kälvene, Västergötland |       | 58.106648, 13.741818 | 10196400090001 | Ladda upp en bild av detta fornminne |
| Kälvene 10:1 | Stensättning   |              | Kälvene, Västergötland |       | 58.102181, 13.741520 | 10196400100001 | Ladda upp en bild av detta fornminne |
| Kälvene 11:1 | Stensättning   |              | Kälvene, Västergötland |       | 58.100516, 13.741861 | 10196400110001 | Ladda upp en bild av detta fornminne |
| Kälvene 12:1 | Stensättning   |              | Kälvene, Västergötland |       | 58.106192, 13.741257 | 10196400120001 | Ladda upp en bild av detta fornminne |
| Kälvene 12:2 | Stensättning   |              | Kälvene, Västergötland |       | 58.106036, 13.741081 | 10196400120002 | Ladda upp en bild av detta fornminne |
| Kälvene 13:1 | Stensättning   |              | Kälvene, Västergötland |       | 58.096436, 13.726672 | 10196400130001 | Ladda upp en bild av detta fornminne |